# 西武大宮線
大宮線（おおみやせん）は、かつて埼玉県川越市の川越久保町駅と大宮市（現・さいたま市大宮区）の大宮駅を結んでいた西武鉄道の軌道路線である。埼玉県で最初の電化路線として開業したが、川越線の開業に伴い1941年に廃止された。
本項では、開業当初の事業者である川越電気鉄道についても記す。
なお、本記事において「西武鉄道」とは特記なければ武蔵野鉄道合併前の（旧）西武鉄道を指すものとする。大宮線廃止後の1945年に武蔵野鉄道と合併して、西武農業鉄道となり、1946年に現在の西武鉄道となった。

## 路線データ
- 路線距離：12.9km
- 軌間：1372mm
- 駅数：15駅（起終点を含む）
- 複線区間：全線単線
- 電化区間：全線（直流600V架空電車線方式）

## 沿革

### 川越馬車鉄道
1902年（明治35年）5月9日に第八十五国立銀行取締役の綾部利右衛門らの発起によって川越馬車鉄道が川越で設立された。設立時における役員構成は、取締役5名のうち社長の綾部をはじめ3名が入間郡川越町（現・川越市）の商人であり、川越馬車鉄道は川越商人主導で経営されていたが、実際には馬車鉄道としては開業はしなかった。

### 川越電灯→川越電気鉄道
これに続いて、綾部ら川越馬車鉄道の設立にかかわった川越商人たちは電気供給事業へ進出を目論み、資本金125,000円で川越電灯の設立を計画した。ただし、川越電灯の仮定款附則第58条の項目に「本社ハ川越馬車鉄道株式会社総会ニ於テ合併ノ決議ニ基キ、成立ノ上同会社ト合併シ川越大宮間ヲ電気鉄道株式会社ニ動力変更改設スル事」としていたように、設立当初から川越馬車鉄道との合併が予定されていた。実際に川越電灯は、1903年（明治36年）9月8日に設立されたあと、1903年9月26日に開催された川越馬車鉄道の臨時株主総会での合併決議を受け、同年10月21日に川越馬車鉄道と合併した。このように、別会社の設立による資金調達という方法で、綾部らは未開業の馬車鉄道の電化と電灯供給事業への進出を果たした。川越馬車鉄道の資本金は25万円となり、1903年（明治36年）12月には社名を川越電気鉄道と改称、翌1904年3月に電気鉄道の許可を得た。
こうして成立した川越電気鉄道は、1904年（明治37年）に、入間郡川越町竪久保に常磐炭田の石炭を燃料とする埼玉県下初の100kW出力の発電機2基による川越火力発電所（出力260kW）を建設。直流200ボルト送電を開始し、翌年1月から川越町内431戸での電灯供給を開始した。同社は埼玉県下で初めて電灯を灯した電気事業者でもある。
一方、川越 - 大宮間の電気鉄道は、1904年3月に営業許可を受け、1906年4月に開業した。埼玉県で最初に走った電車である。これに伴い、1906年（明治39年）10月に大宮電灯を合併し、北足立郡大宮町および周辺へと配電地域を拡げた。
敷設工事は経費節減のため、当時発足したばかりだった赤羽工兵隊の鉄道大隊が演習をかねて行った。この際に野戦鉄道程度の整備水準で敷設したため、軌道の地固めが極めて不十分だった。このため電車の動揺が激しく脱線事故が頻発し、1931年（昭和6年）にはついに脱線による死亡事故が発生する事態にもなった。しかしながら資金不足により軌道整備もままならなかったという。

### 武蔵水電→西武鉄道
電灯電力事業はかなりの収益を上げ、1909年（明治42年）、出力900kWの水力発電所を秩父郡矢納村の神流川水系に建設して、営業地域を埼玉県秩父地区や比企地区、群馬県南部へも拡張することを計画した。この計画は、浅野総一郎ら資本家を加えた別会社で事業展開することになり、1913年（大正2年）、資本金70万円で神流川水力電気が設立され、同年に社名を武蔵水電と改称した。同年7月に川越電気鉄道から50kWを受電して武蔵水電は開業し、水力発電所の完成を受けて翌年12月に川越電気鉄道と武蔵水電は合併し、社名は武蔵水電を引き継いだ。武蔵水電は1920年（大正9年）6月に川越鉄道（現在の西武新宿線と国分寺線）を、翌年10月に西武軌道（後の都電杉並線）を相次いで吸収合併し3つの営業鉄軌道を所有する会社となった。1922年（大正11年）11月、武蔵水電の電灯電力事業は帝国電灯に合併されるが、鉄軌道事業は新設会社の武蔵鉄道に譲渡されることになった。武蔵鉄道は8月に西武鉄道として設立され11月に武蔵水電の鉄軌道事業を譲受した。帝国電灯の電灯電力事業は現在では東京電力に統合されている。また、前述の相次ぐ合併の中で川越東線と改称していた当線は、西武鉄道成立の頃に大宮線と改称した。
最初の路線の開業の直前に社名を川越馬車鉄道から川越電気鉄道に変更していることからわかるように、馬車鉄道ではなく電気軌道（路面電車）で開業を果たした。軌間に1372mmの馬車軌が採用されたのは東京市電に倣ったためだとされている。そのため車両は東京市電から払い下げられた車両を使用した。周囲の住民からは「チンチン電車」の愛称で呼ばれていた。
西武鉄道大宮線に改名した大正末期時点で路線の老朽化が指摘されており、地元からは近代化の要望が出されたが、政府の荒川河川改修延期が妨げとなって近代化の目途はまったく立たなかった。そこで地元は1927年（昭和2年）に国有鉄道敷設期成同盟会を結成。川越 - 大宮間の国鉄線誘致運動を開始した。こうした状況下、同年夏に川越久保町駅で車庫火災が発生。当時大宮線所属の電動客車すべて（11両）を焼失した。原因は落雷とも漏電とも言われている。この火災後は中古車両を補充し運行を再開したが、1931年（昭和6年）に三橋村内で脱線事故を引き起こした。これにより川越市の中学生が犠牲となったことから、西武鉄道大宮線の不備は連日センセーショナルに報道された。
この事故後も同線は路盤や車両の老朽化からくる故障や脱線を起こし続け、ついには川越市民から廃止運動が起きる事態にまで発展した。この廃止運動は同線を利用していた通勤客約50名からなる「川越大宮間交通改善会」が起こしたもので、彼らは電車より安全なバスの運行を要望した。また西武鉄道大宮線を利用せずに自分達で自動車を雇うなどの不乗運動を展開した。この結果、西武鉄道が1933年（昭和8年）1月から西武鉄道大宮線と並行したバスを運行開始した。33往復あった同線の便数は18往復に半減し、1934年（昭和9年）に国鉄川越線敷設が決定されたことで、西武鉄道大宮線の廃止は決定的なものとなった。
多くの区間は道路上に敷設される併用軌道で、川越久保町駅 - 大宮駅間を約45分で結んでいた。川越久保町駅から荒川河川敷付近（現在の荒川は、当時の蛇行部分をその後の河川改修で直線化したものであり、当時とはかなり違う）までは、一部を除き廃線跡は道路としてもあまり残っていない。一方、荒川河川敷の東側では現在の埼玉県道2号さいたま春日部線と並行し、県道2号線と路線開通後に作られた国道17号線との交差点（桜木町交差点）から大宮駅までは直線で結んでいた。荒川以東の路線跡は一部を除き現在でもほぼ道路として残っている。
1940年（昭和15年）に省線 川越線が開業し、川越駅 - 大宮駅間を約29分で結ぶようになったことで大宮線は乗客が激減し、翌年に廃線となった。設備は日本発送電の子会社である北海道石炭へ40万円で売却された。廃線後2020年時点で、西武バスの路線バスが本川越駅 - 川越グリーンパーク間、川越グリーンパーク - 大宮駅西口間で運行されている。

### 年表
- 1902年（明治35年）5月9日：川越馬車鉄道設立。
- 1903年（明治36年）
  - 10月21日：川越馬車鉄道が川越電灯を合併。
  - 12月23日：川越馬車鉄道が川越電気鉄道に改称。
- 1904年（明治37年）12月31日：入間郡川越町内で川越電気鉄道が電灯事業を開始。営利事業による埼玉県内で初めての点灯。
- 1906年（明治39年）
  - 4月16日：川越久保町駅 - 大宮駅間で電車営業開始。埼玉県内で初めての電化路線。
  - 10月：北足立郡大宮町への電灯配電開始。
- 1914年（大正3年）12月1日：川越電気鉄道が武蔵水電と合併。[6][7]
- 1920年（大正9年）6月1日：武蔵水電が川越鉄道（現在の西武新宿線と国分寺線）を合併。[8] 川越久保町駅 - 大宮駅間は川越東線となる。
- 1921年（大正10年）10月1日：武蔵水電が西武軌道（後の都電杉並線）を合併。[9]
- 1922年（大正11年）
  - 8月15日：武蔵鉄道が西武鉄道に改称し会社設立。[10][11]
  - 11月1日：武蔵水電が帝国電灯に吸収合併。[12]
  - 11月16日：帝国電灯が鉄軌道部門を西武鉄道に分離譲渡。[13]
  - 11月17日：川越東線が大宮線に改称。[14][注釈 3]
- 1927年（昭和2年）8月28日：久保町車庫が火災により全焼。当時大宮線所属の電動客車すべて（11両）が焼失したほか、修繕工場や詰所など各設備に被害が出た。[15][注釈 4][16][注釈 5]
- 1940年（昭和15年）
  - 7月22日：省線川越線大宮駅 - 高麗川駅間が開通。
  - 12月20日：全線運転休止。
- 1941年（昭和16年）2月25日：全線廃止。バスに転換。

## 駅一覧
- 全線埼玉県に所在。
- 接続路線、所在地は廃止直前時のもの。
  - 鉄道省は改組・民営化を経て現・東日本旅客鉄道、総武鉄道は現・東武鉄道野田線。
  - 入間郡古谷村は現・川越市、北足立郡馬宮村・指扇村は現・さいたま市西区、大宮市は現・さいたま市大宮区。
- 線路（全線単線） … ◇：列車交換可、｜：列車交換不可[17]

| 駅名         | 駅間キロ | 営業キロ | 接続路線                                  | 線路 | 所在地        | 所在地        |
| ------------ | -------- | -------- | ----------------------------------------- | ---- | ------------- | ------------- |
| 川越久保町駅 | -        | 0.0      |                                           | ｜   | 川越市        | 川越市        |
| 成田山前駅   | 0.2      | 0.2      |                                           | ｜   | 川越市        | 川越市        |
| 二ノ関駅     | 2.2      | 2.4      |                                           | ◇    | 入間郡 古谷村 | 入間郡 古谷村 |
| 沼端駅       | 0.5      | 2.9      |                                           | ｜   | 入間郡 古谷村 | 入間郡 古谷村 |
| 黒須駅       | 1.1      | 4.0      |                                           | ｜   | 入間郡 古谷村 | 入間郡 古谷村 |
| 芝地駅       | 1.1      | 5.1      |                                           | ｜   | 入間郡 古谷村 | 入間郡 古谷村 |
| 高木駅       | 1.3      | 6.4      |                                           | ◇    | 北足立郡      | 馬宮村        |
| 西遊馬駅     | 0.9      | 7.3      |                                           | ｜   | 北足立郡      | 馬宮村        |
| 五味貝戸駅   | 1.5      | 8.8      |                                           | ｜   | 北足立郡      | 指扇村        |
| 内野駅       | 0.9      | 9.7      |                                           | ｜   | 大宮市        | 大宮市        |
| 並木駅       | 1.2      | 10.9     |                                           | ◇    | 大宮市        | 大宮市        |
| 種鶏場前駅   | 0.3      | 11.2     |                                           | ｜   | 大宮市        | 大宮市        |
| 大成駅       | 0.9      | 12.1     |                                           | ｜   | 大宮市        | 大宮市        |
| 工場前駅     | 0.4      | 12.5     |                                           | ｜   | 大宮市        | 大宮市        |
| 大宮駅       | 0.3      | 12.8     | 鉄道省：東北本線・高崎線・川越線 総武鉄道 | ｜   | 大宮市        | 大宮市        |

- 大宮駅近く（現在のさいたま市大宮区桜木町二丁目にあたる）には、1917年9月に貨物専用駅を設けていた[18]。
- 大成駅は国道17号の桜木町交差点の西側の地点にあり、埼玉新都市交通ニューシャトルの大成駅（現・鉄道博物館駅）とは無関係である。

## 輸送・収支実績
| 年度 | 輸送人員（人） | 貨物量（トン） | 営業収入（円） | 営業費（円） | 営業益金（円） | その他益金（円）                       | その他損金（円）      | 支払利子（円） |
| ---- | -------------- | -------------- | -------------- | ------------ | -------------- | -------------------------------------- | --------------------- | -------------- |
| 1908 | 277,949        | 4,314          | 43,338         | 45,033       | ▲ 1,695        | 電燈23,158 電気器具売買収入160 利子528 | 電燈1,146 臨時費1,089 |                |
| 1909 | 286,921        | 4,096          | 45,010         | 36,879       | 8,131          | 電燈23,775利子780                      | 電燈6,775             | 1,176          |
| 1910 | 266,984        | 11,082         | 43,343         | 36,765       | 6,578          | 電燈23,947利子805                      | 8,424                 |                |
| 1911 | 283,176        | 13,324         | 47,083         | 41,134       | 5,949          | 電燈25,584利子777                      | 電燈8,097             |                |
| 1912 | 296,841        | 13,061         | 51,474         | 44,227       | 7,247          | 電燈23,072その他2,569 利子1,051        | 9,575                 |                |
| 1913 | 287,068        | 12,028         | 50,735         | 45,233       | 5,502          | 電燈電力29,033利子790                  | 電燈電力10,902        |                |
| 1914 | 246,034        | 14,881         | 46,466         | 46,430       | 36             | 電気供給65,052利子959                  | 電気供給41,805        |                |
| 1915 | 264,055        | 9,769          | 39,886         | 25,429       | 14,457         | 電気供給175,730                        | 電気供給80,796        | 35,020         |
| 1916 | 283,155        | 9,964          | 40,273         | 32,817       | 7,456          | 232,328                                | 140,884               |                |
| 1917 | 319,239        | 10,780         | 46,578         | 33,071       | 13,507         | 電気供給296,501                        | 179,297               |                |
| 1918 | 351,260        | 14,044         | 56,361         | 27,971       | 28,390         | 357,897                                | 200,145               |                |
| 1919 | 435,627        | 13,828         | 77,280         | 47,155       | 30,125         | 484,839                                | 235,815               |                |
| 1920 | 459,733        | 14,897         | 110,445        | 56,607       | 53,838         | 823,988                                | 433,278               |                |
| 1921 | 478,058        | 13,516         | 116,719        | 57,640       | 59,079         |                                        |                       |                |
| 1922 | 598,542        | 14,273         | 176,748        | 60,780       | 115,968        |                                        |                       |                |
| 1923 | 629,407        | 14,522         | 149,039        | 73,069       | 75,970         |                                        |                       |                |
| 1924 | 702,682        | 13,981         | 160,166        | 93,230       | 66,936         |                                        |                       |                |
| 1925 | 679,054        | 7,173          | 158,963        | 98,998       | 59,965         |                                        |                       |                |
| 1926 | 678,224        | 49,124         |                |              |                |                                        |                       |                |
| 1927 | 659,319        | 6,935          |                |              |                |                                        |                       |                |
| 1928 | 600,407        | 3,414          |                |              |                |                                        |                       |                |
| 1929 | 614,747        | 3,138          |                |              |                |                                        |                       |                |
| 1930 | 557,280        | 1,701          |                |              |                |                                        |                       |                |
| 1931 | 485,869        | 1,059          |                |              |                |                                        |                       |                |
| 1932 | 460,900        | 508            |                |              |                |                                        |                       |                |
| 1933 | 361,672        | 618            |                |              |                |                                        |                       |                |
| 1934 | 362,230        | 575            |                |              |                |                                        |                       |                |
| 1935 | 320,309        | 454            |                |              |                |                                        |                       |                |
| 1936 | 334,097        | 548            |                |              |                |                                        |                       |                |
| 1937 | 344,890        | 554            |                |              |                |                                        |                       |                |

- 鉄道院年報、鉄道院鉄道統計資料、鉄道省鉄道統計資料、鉄道統計資料、鉄道統計各年度版

## 車両
開業時は2軸電動客車7両（1 - 7、番号は推定）、2軸附随客車2両（1・2）、2軸有蓋貨車4両（ワブ1 - 4）、2軸無蓋貨車4両（ト1 - 4）。1925年には2軸電動客車4両（製造所不明）を増備し8 - 11と付番した。
1927年8月の久保町車庫火災により大宮線所属の電動客車の全車両（11両）が焼失したため、一時運転を休止したが、新宿線（後の都電杉並線）より2軸電動客車2両（3は元京都電気鉄道、4は元東京市街鉄道）を軌間変更（1067mm→1372mm）の上で移籍し、また1927年12月に王子電気軌道から2軸電動客車5両を借入し運転を再開した。王子電気軌道から借入した車両は1928年11月に正式に譲受（5 - 9）した。また1928年10月に半鋼製2軸電動客車2両（1・2）を日本車輌製造で新製増備した。
なお1949年に鉄道ファンが久保町車庫跡を訪れて廃車体を確認している。